# Direito ao reparo

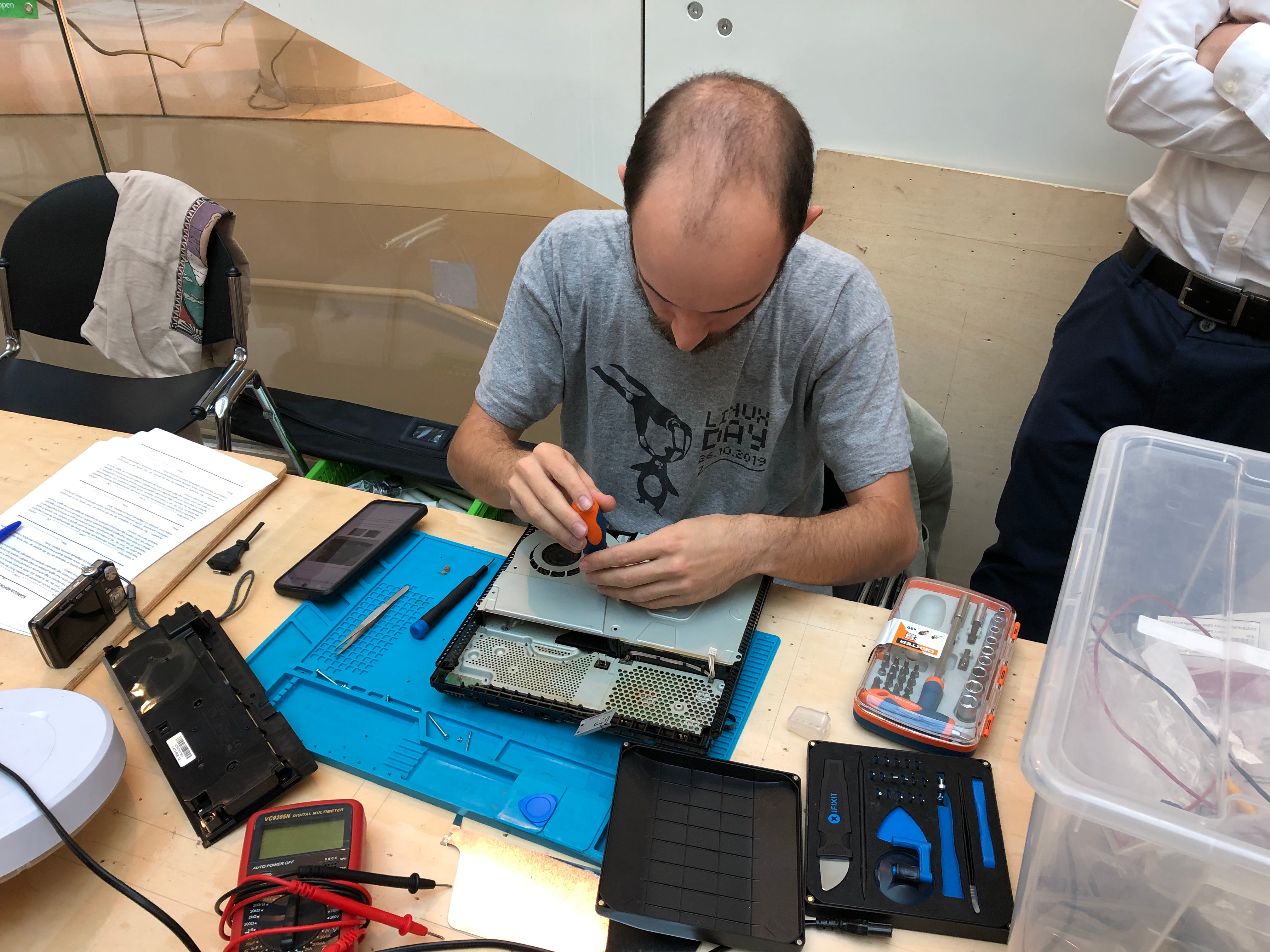

O direito ao reparo (em inglês:  Right to repair) se refere à legislação governamental proposta que permitiria aos consumidores a capacidade de reparar e modificar seus próprios produtos de consumo (por exemplo, dispositivos eletrônicos ou automotivos), onde, de outra forma, o fabricante de tais produtos exige que o consumidor use apenas seus serviços oferecidos, restringindo o acesso a ferramentas e componentes ou barreiras de software colocadas em prática para impedir reparos ou modificações independentes. Esses obstáculos geralmente levam a custos mais elevados para o consumidor ou levam os consumidores a substituir os dispositivos em vez de repará-los. Enquanto a comunidade global está preocupada com o tamanho crescente do fluxo de resíduos (especialmente componentes eletrônicos), o debate principal sobre o direito ao reparo tem se centrado nos Estados Unidos e na União Europeia.